# 62-й меридіан західної довготи
62-й меридіан західної довготи — лінія довготи, що лежить на 62 градуси західніше Гринвіцького меридіана. Вона проходить від Північного полюса через Північний Льодовитий океан, Північну Америку, Атлантичний океан, Південну Америку, Південний океан та Антарктиду до Південного полюса.
62-й меридіан західної довготи формує велике коло разом із 118-тим меридіаном східної довготи.

## Список географічних об'єктів, що перетинає 62° зх. д.
Починаючи на Північному полюсі та рухаючись до Південного полюса, 62-й меридіан західної довготи проходить через:
| Координати                                                 | Країна, територія або море   | Примітки |
| ---------------------------------------------------------- | ---------------------------- | --- |
| 90°0′ пн. ш. 62°0′ зх. д. / 90.000° пн. ш. 62.000° зх. д.  | Північний Льодовитий океан   | |
| 83°24′ пн. ш. 62°0′ зх. д. / 83.400° пн. ш. 62.000° зх. д. | Море Лінкольна               | |
| 82°30′ пн. ш. 62°0′ зх. д. / 82.500° пн. ш. 62.000° зх. д. | Канада                       | Нунавут — проходить через острів Елсмір |
| 82°5′ пн. ш. 62°0′ зх. д. / 82.083° пн. ш. 62.000° зх. д.  | Протока Нерса                | |
| 81°8′ пн. ш. 62°0′ зх. д. / 81.133° пн. ш. 62.000° зх. д.  | Гренландія                   | Проходить через Землю Даугаарда-Єнсена[en] |
| 76°4′ пн. ш. 62°0′ зх. д. / 76.067° пн. ш. 62.000° зх. д.  | Море Баффіна                 | |
| 70°0′ пн. ш. 62°0′ зх. д. / 70.000° пн. ш. 62.000° зх. д.  | Дейвісова протока            | |
| 67°3′ пн. ш. 62°0′ зх. д. / 67.050° пн. ш. 62.000° зх. д.  | Канада                       | Нунавут — проходить через Баффінову Землю |
| 66°17′ пн. ш. 62°0′ зх. д. / 66.283° пн. ш. 62.000° зх. д. | Дейвісова протока            | Затока Екстер |
| 66°2′ пн. ш. 62°0′ зх. д. / 66.033° пн. ш. 62.000° зх. д.  | Канада                       | Нунавут — проходить через Баффінову Землю |
| 66°1′ пн. ш. 62°0′ зх. д. / 66.017° пн. ш. 62.000° зх. д.  | Дейвісова протока            | Проходить східніше острова Ангіджак[en], Нунавут, Канада |
| 60°0′ пн. ш. 62°0′ зх. д. / 60.000° пн. ш. 62.000° зх. д.  | Атлантичний океан            | Море Лабрадор |
| 57°55′ пн. ш. 62°0′ зх. д. / 57.917° пн. ш. 62.000° зх. д. | Канада                       | Проходить через півострів Лабрадор Ньюфаундленд і Лабрадор Квебек |
| 50°12′ пн. ш. 62°0′ зх. д. / 50.200° пн. ш. 62.000° зх. д. | Затока Святого Лаврентія     | Протока Жака Картьє[en] |
| 49°22′ пн. ш. 62°0′ зх. д. / 49.367° пн. ш. 62.000° зх. д. | Канада                       | Квебек — проходить через острів Антикості |
| 49°4′ пн. ш. 62°0′ зх. д. / 49.067° пн. ш. 62.000° зх. д.  | Затока Святого Лаврентія     | |
| 47°17′ пн. ш. 62°0′ зх. д. / 47.283° пн. ш. 62.000° зх. д. | Канада                       | Квебек — проходить через острови Мадлен |
| 47°13′ пн. ш. 62°0′ зх. д. / 47.217° пн. ш. 62.000° зх. д. | Затока Святого Лаврентія     | |
| 46°28′ пн. ш. 62°0′ зх. д. / 46.467° пн. ш. 62.000° зх. д. | Канада                       | Проходить через найсхіднішу точку острова Принца Едварда |
| 46°27′ пн. ш. 62°0′ зх. д. / 46.450° пн. ш. 62.000° зх. д. | Затока Святого Лаврентія     | Нортумбрійська протока |
| 45°52′ пн. ш. 62°0′ зх. д. / 45.867° пн. ш. 62.000° зх. д. | Канада                       | Нова Шотландія |
| 44°59′ пн. ш. 62°0′ зх. д. / 44.983° пн. ш. 62.000° зх. д. | Атлантичний океан            | |
| 17°45′ пн. ш. 62°0′ зх. д. / 17.750° пн. ш. 62.000° зх. д. | Карибське море               | Проходить західніше острова Барбуда, Антигуа і Барбуда Проходить західніше острова Антигуа, Антигуа і Барбуда Проходить східніше острова Монтсеррат Проходить західніше острова Бас-Тер, Гваделупа, Франція Проходить західніше острова Гренада, Гренада |
| 10°43′ пн. ш. 62°0′ зх. д. / 10.717° пн. ш. 62.000° зх. д. | Венесуела                    | Проходить через півострів Парія[en] |
| 10°39′ пн. ш. 62°0′ зх. д. / 10.650° пн. ш. 62.000° зх. д. | Затока Парія                 | Проходить західніше острова Тринідад, Тринідад і Тобаго |
| 9°56′ пн. ш. 62°0′ зх. д. / 9.933° пн. ш. 62.000° зх. д.   | Венесуела                    | |
| 4°10′ пн. ш. 62°0′ зх. д. / 4.167° пн. ш. 62.000° зх. д.   | Бразилія                     | Рорайма Амазонас Рондонія |
| 13°21′ пд. ш. 62°0′ зх. д. / 13.350° пд. ш. 62.000° зх. д. | Болівія                      | |
| 20°12′ пд. ш. 62°0′ зх. д. / 20.200° пд. ш. 62.000° зх. д. | Парагвай                     | |
| 23°0′ пд. ш. 62°0′ зх. д. / 23.000° пд. ш. 62.000° зх. д.  | Аргентина                    | Проходить через континент та острови Бермехо[es] і Тринідад[es] |
| 39°10′ пд. ш. 62°0′ зх. д. / 39.167° пд. ш. 62.000° зх. д. | Атлантичний океан            | |
| 60°0′ пд. ш. 62°0′ зх. д. / 60.000° пд. ш. 62.000° зх. д.  | Південний океан              | |
| 63°15′ пд. ш. 62°0′ зх. д. / 63.250° пд. ш. 62.000° зх. д. | Південні Шетландські острови | Проходить через острів Лоу — претендують Аргентина, Чилі та Велика Британія |
| 63°19′ пд. ш. 62°0′ зх. д. / 63.317° пд. ш. 62.000° зх. д. | Південний океан              | |
| 64°0′ пд. ш. 62°0′ зх. д. / 64.000° пд. ш. 62.000° зх. д.  | Антарктида                   | Проходить через острів Льєж[en] — претендують Аргентина, Чилі та Велика Британія |
| 64°4′ пд. ш. 62°0′ зх. д. / 64.067° пд. ш. 62.000° зх. д.  | Південний океан              | |
| 64°41′ пд. ш. 62°0′ зх. д. / 64.683° пд. ш. 62.000° зх. д. | Антарктида                   | Проходить через територію, на яку претендують Аргентина, Чилі та Велика Британія |